# Fabio Ursillo
Fabio Ursillo   (Roma, segle XVII - Tournai, 1759) va ser un llaütista i compositor italià.
Ursillo va estar a Roma cap al 1720. Poc després va conèixer el comte Franz Ernst von Salm-Reifferscheidt (1698-1770) allà o a Nàpols. Quan aquest es va convertir en bisbe de Tournai el 1725, va romandre al seu servei. Ursillo canviava de lloc amb freqüència, de manera que treballà a França a partir del 1730, tornà al servei del bisbe de Tournai el 1733, treballà a la cort de Württemberg des del 1744 per tornar a treballar a Tournai des del 1746. A partir d'aleshores, el bisbe li va garantir un sou anual de 1.200 £ més allotjament, menjar, oli de llum i roba.

## Obres
- 6 Sonata da camera per a flauta i op. 1 (París, 1731)
- 6 sonates trio per a flauta, violí i Bc op. 2 (París, 1737) amb el títol "Six sonates in trio Pour le Violon Flûte Et Basse continüe Dediées A SAR La Princesse d'Oranges Oeuvre 2e, París, 1737"
- 6 sonates trio per a 2 violins i violoncel op. 3 (Amsterdam, 1748)
- 6 sonates trio 2 violins i opc. 5 (París, sense data)
- 6 sonates de trio, 2 violins i CD (Londres, 1756)
- Simfonies
- Sonates de flauta (Amsterdam, 1748) i (Amsterdam, 1758) (esmentades per Fétis)
- Sonates de flauta, concerts grossi, fantasies per a theorbo